# الحرب الأهلية الليتوانية (1389-1392)
الحرب الأهلية الليتوانية التي اندلعت في الفترة الممتدة بين عامي 1389 و1392 كانت ثاني صراع أهلي بين يوغيلا، وهو ملك بولندا والدوق الأكبر لليتوانيا، وابن عمه فيتاوتاس. تمثلت القضية بالسيطرة على دوقية ليتوانيا الكبرى، التي كانت آنذاك أكبر دولة في أوروبا. تُوج يوغيلا ملكًا لبولندا في عام 1386؛ نصّب أخاه سكيرغيلا حاكمًا لليتوانيا. كان جليًا أن سكيرغيلا لم يحظَ بشعبية كبيرة، لذا حاول فيتاوتاس الإطاحة به. عند فشل محاولته الأولى في الاستيلاء على عاصمة مدينة فيلنيوس، أسس فيتاوتاس تحالفًا مع عدوهم المشترك فرسان تيوتون؛ تمامًا كما فعل أبناء عمه في الحرب الأهلية الليتوانية التي دارت بين عامي 1381 و1384. فشل فرسان تيوتون وفيتاوتاس في محاصرة مدينة فيلنيوس. على مدى العامين التاليين، أصبح من الواضح أن كلا الجانبين لم يُحقق نصرًا سريعًا، لذا اقترح يوغيلا تسويةً: أن يصبح فيتاوتاس دوقًا أكبر، وأن يبقى يوغيلا دوقًا أعلى. سرى مفعول هذه التسوية وأصبحت رسمية في عام 1392 بموجب «اتفاقية أسترافا»، وانقلب فيتاوتاس على فرسان تيوتون. استمر في الحكم بصفته الدوق الأكبر لليتوانيا لمدة 38 عامًا، محافظًا على السلام مع أبناء عمه.

## خلفية
حكمت عائلة جيديميناس الولاية التي غطت أراضي ما يُعرف في يومنا هذا بليتوانيا، وبيلاروس، وأوكرانيا، وترانسنيستريا، وأجزاء من بولندا وروسيا. توفي جيديميناس في عام 1341، ليتشارك ولداه ألجيرداس وكيستوتيس، وهما والدا يوغيلا وفيتاوتاس، في حكم الدوقية الكبرى بطريقة سلمية. ومع ذلك، بعد وفاة ألجيرداس في عام 1377، بدأ كيستوتيس ويوغيلا وفيتاوتاس صراعًا على السلطة. في أثناء صراعهما الأول، وهو الحرب الأهلية الليتوانية بين عامي 1381 و1384، شرع يوغيلا وفيتاوتاس كلاهما بإقامة تحالفات قصيرة الأمد مع فرسان تيوتون. لم يستطع فيتاوتاس السيطرة على العرش والتصالح مع يوغيلا في عام 1384.
شكل يوغيلا تحالفًا جديدًا بارزًا مع مملكة بولندا عندما عقد اتفاقًا، عُرف باسم اتحاد كريو (أغسطس من عام 1385)، ليتزوج ملكة بولندا ياوديغا ذات الإثني عشر ربيعًا. تزوج يادويغا وتُوج ملكًا لبولندا بحكم الزيجة في شهر فبراير من عام 1386. وافق يوغيلا على شرط الزواج بها فتخلى عن وثنيته وحول عقيدته ورعاياه إلى المسيحية، وأقام اتحادًا شخصيًا بين بولندا وليتوانيا. لم يلقَ هذا الاتحاد ترحيبًا لدى فرسان تيوتون، لأنه وحد بولندا وليتوانيا وهما دولتان معارضتان للنظام، وبذلك منعت ليتوانيا المُنصّرة الفرسانَ من شن حملتهم الليتوانية وفق مبرر عقائدي. ولهذا سعى النظام إلى الحصول على فرص لإلغاء هذا الاتحاد البولندي الليتواني؛ طالبوا بساموجيتيا الواقعة في القسم الغربي من ليتوانيا والمُطلة على بحر البلطيق، ورفضوا الاعتراف بمعمودية يوغيلا في عام 1386.
أصبح فيتاوتاس دوقًا على هرودنا وبودلاسكي؛ عيّن يوغيلا –الذي أصبح يُعرف باسمه المسيحي فلاديسلاف الثاني (فلاديسلاف الثاني ياغيلو)– أخاه سكيرغيلا وصيًا على ليتوانيا. كان سكيرغيلا، الذي حكم أيضًا إرث فيتاوتاس في تراكي، مكروهًا من طبقة النبلاء الليتوانية. على الطرف المقابل، أصبح فيتاوتاس أكثر شعبية؛ بدأ فلاديسلاف الثاني يراه منافسًا له. حظي فيتاوتاس بدعم الليتوانيون الذين أبدوا استياءهم من التفسير البولندي لاتحاد كريفو الأخير. أعرب هؤلاء الليتوانيون عن رغبتهم في الاحتفاظ بالبنى القانونية والمزيد من المناصب الرسمية الاحتياطية لليتوانيين. استاء أهل النخبة في ليتوانيا من التغييرات التي طرأت على الحكومة والتي نفذها الملك فلاديسلاف الثاني هناك.